# Codiaeum tenerifolium
Codiaeum tenerifolium är en törelväxtart som beskrevs av Airy Shaw. Codiaeum tenerifolium ingår i släktet Codiaeum och familjen törelväxter. Inga underarter finns listade i Catalogue of Life.